# Gelosia

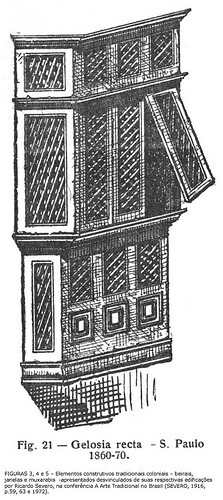
Gelosia reta de 1860-1870 em São Paulo

Gelosia (do italiano gelosia) ou rótula (do latim rotula, "rodinha") é uma grade de fasquias (tiras compridas e estreitas) de madeira ou pedra colocada no vão de janelas ou portas para proteger da luz e do calor, e através da qual se pode ver sem ser visto. Pode possuir a forma de uma persiana que pode ser enrolada no topo.

## Origem e histórico
A palavra "gelosia" surgiu a partir do árabe. É uma estrutura herdada da arquitetura da etnia árabe, popularizada na Península Ibérica, e é constituída por treliças de madeira capazes de vedar vãos de janelas, formando uma espécie de gaiola, cujo objetivo era aprisionar ou proteger as mulheres em casa. Uma vez que a gelosia evita que quem está atrás da janela seja visto por quem está de fora, os maridos árabes costumavam usar esta janela nos quartos de suas esposas para que elas não tivessem contato visual direto com outros homens, daí a palavra "gelosia" vir do francês jalousies, ou do inglês jealous, significando "ciúmes".
No Oriente Médio, há muitos séculos, são comuns as janelas com gelosias. Estas servem para manter as casas frescas, impedindo os raios diretos do Sol, e, ao mesmo tempo, possibilitando a ventilação e contribuindo favoravelmente para a aparência geral de prédios. Algumas casas possuíam janelas no térreo durante os tempos bíblicos, ficando à frente do pátio interno ou da rua, sendo que as gelosias encontravam-se no alto da parede ou na câmara do terraço. Hoje, também podem ser encontradas em janelas, portas ou varandas de casas em Ouro Preto, em Minas Gerais, por exemplo. Nesta cidade, as janelas são retratos do estilo de vida do período do ciclo do ouro no Brasil colonial e são de diversos tipos, formatos e funções. 
A janela guilhotina, as janelas com gelosias, as janelas em rótula, as composições mistas (gelosia com guilhotina, duas folhas e bandeiras – são a decoração superior das janelas, geralmente feitas de vitrais desenhados) e as variedades de porta-sacadas, simples, duplas ou corridas com quatro ou mais sacadas consecutivas, são os tipos mais comuns na cidade mineira. Na Bíblia, na versão atualizada de João Ferreira de Almeida, em I Reis, capítulo 6, versículo 4, relata-se o uso de gelosias na arquitetura do templo construído por Salomão: "e fez para casa janelas de gelosias fixas..."

## Exemplo de sua aplicação prática
A janela basculante, tipo de gelosia com eixo de rotação horizontal, centrado ou excêntrico, é muito empregada em cozinhas, banheiros, áreas de serviço, armazéns e escolas, uma vez que não entra em contato com as extremidades superior nem inferior da janela. Além disso, é capaz de regular a ventilação, é de fácil limpeza e aconselhada para paredes internas, divisórias ou corredores, pois tem projeção pequena, sem prejudicar áreas próximas.